# Vienna Open II 1980
Il Vienna Open II 1980, noto anche come Fischer Grand Prix per motivi di sponsorizzazione, è stato un torneo di tennis giocato sul cemento indoor della Wiener Stadthalle di Vienna, in Austria. È stata la 6ª edizione del torneo, faceva parte del Volvo Grand Prix 1980 e si è giocato dal 20 al 26 ottobre 1980. A giugno si era svolto nella capitale austriaca il Vienna Open 1980, unica edizione di un torneo su terra battuta all'aperto.

## Campioni

### Singolare maschile
Brian Gottfried ha battuto in finale  Trey Waltke con il punteggio di 6–2, 6–4, 6–3

### Doppio maschile
Robert Lutz /  Stan Smith hanno battuto in finale  Heinz Günthardt /  Pavel Složil con il punteggio di 6–4, 6–2